# San Marco Evangelista in Agro Laurentino
San Marco Evangelista in Agro Laurentino ou Igreja de São Marcos Evangelista em Agro Laurentino é uma igreja de Roma, Itália, localizada na Piazza Giuliani e Dalmati, no quartiere Giuliano-Dalmata de Roma. Todo o complexo é propriedade dos frades menores conventuais, que mantém a igreja.

## História
Construída entre 1970 e 1972 com base num projeto de Ennio Canino, foi consagrada em 29 de maio de 1972 pelo cardeal-vigário Angelo Dell'Acqua. San Marco recebeu a visita de dois papas: PauloVI, em abril de 1973, e São João Paulo II em janeiro de 1984.
Na igreja está uma Madona em bronze de Perrota e um cruficixo em bronze de U. Montalbano. Na cripta estão uma série de mosaicos sobre os padroeiros dos países nativos dos refugiados de Giuliano-Dalmati (o nordeste do Adriático).
O decreto do cardeal-vigário Francesco Marchetti Selvaggiani, "Pastoris Vigilantis", transformou San Marco numa paróquia em 9 de março de 1950. Desde 1973, a igreja recebeu a honra de receber o título de "San Marco in Agro Laurentino"”. 